# Adatgyűjtés
Adatgyűjtésnek nevezzük az adatok összegyűjtését és rögzítését akár gépi úton, akár emberi észlelő, leíró, rögzítő tevékenységgel történik, amely művelet során az elemek legalább sorszámmal, de legtöbbször ennél bővebb „azonosító adatokkal” azonosíthatók.
Adat bárhol keletkezhet, és gyűjtése bárhol előfordulhat, ahol a megszámolás vagy a mintavétel lehetősége fennáll, és a változás nem túl gyors az alkalmazott adatgyűjtési technikához képest.
Tipikusan adatgyűjtés folyik folyamatirányításban, közlekedésben, tömeges tevékenységekben és mindenhol, ahol az adatok beavatkozásra, visszacsatolásra adnak lehetőséget.
Az összegyűjtött adatokat rendszerint géppel feldolgozzák, értékelik és hasznosítják, ez által a törvények által korlátozott módon az árukereskedelem vagy adatszolgáltatás tárgyát alkotják.

## Személyes adatok gyűjtése
Az adatgyűjtések egy kiemelt köre a személyes adatok gyűjtése, melynek szabályozása általában az adatvédelem fontos része (személyes adatok védelme). A személyes adatok gyűjtését koronként és országonként eltérően szabályozták vagy ítélték, ítélik meg.
A személyes adatok nyilvántartása általában személyes azonosítóval történik, ilyen például Magyarországon a személyi azonosító jel (régebben személyi szám), a személyi igazolvány száma, az adóazonosító jel és a társadalombiztosítási azonosító jel (TAJ).
Vannak társadalmi érdekek, amelyek számos személyes adat  gyűjtését és nyilvántartását is igénylik, ilyen például a bűnügyi nyilvántartás, amely azt rögzíti, hogy valaki volt-e bíróság előtt elítélve valamilyen bűncselekményért, továbbá a rendőrség egyéb operatív nyilvántartásai, amelyek a bűnüldözés, bűnmegelőzés érdekében folyó nyomozás érdekeit szolgálják.
A legrégebbi és legkiterjedtebb személyi adatgyűjtés az anyakönyvi nyilvántartás, amelyet korábban az egyház házasságkötések és születések alkalmával bővített, ma pedig az állami anyakönyvi hivatal vezet.
Hasonlóan kiterjedt nyilvántartása van még a bankoknak az adósaikról, hosszabb ideje fennálló üzleti kapcsolat esetén pedig az ügyfél adósságtörlesztési fegyelme alapján az adós minősítésről.

## Titkos adatgyűjtés
Titkos adatgyűjtésnek nevezik az adatgyűjtésnek azt a formáját, amikor az a személy vagy szervezet, akiről vagy amelyről az adatgyűjtés történik, nem tud a folytatott akcióról, akár törvényesen, akár törvénytelenül történik a tevékenység.
A titkos adatgyűjtés a gazdálkodás és a politika velejárója. Mivel korábban a megfigyelési, rögzítési eszközöknek nem volt ekkora választéka, nem is számított jelentős iparágnak. Mára azonban ezek az eszközök is átkerülnek a polgári használatba, és lehetővé teszik a kíváncsi embereknek is az érdeklődésük szerinti adatgyűjtést.
Titkos adatgyűjtésre a bűnüldöző szerveknek, és általában a legitim hatalom fenntartásához kötődő szervezeteknek van szüksége és törvények által szabályzott lehetősége azért, hogy megakadályozzák, hogy az adott hatalom ellenében, lényegét illetően veszélyes, ártalmas vagy azzal fenyegető esemény történjék. Ilyen tevékenységet részben a bűnüldöző hatóságok, részben pedig a nemzetbiztonsági hivatal és a kémelhárítás folytathat.
Általában minden nem államilag legitim titkos adatgyűjtési tevékenység törvénytelen. Ide tartozik például az ipari illetve üzleti kémkedés, illetve profitorientált cégek által állampolgárokról nyilvántartott adatok (postacím, telefonszám) gyűjtése a célból, hogy az állampolgárt személyre szóló reklámtevékenységgel zaklassák.

## Nyilvános adatgyűjtés
Nyilvános adatgyűjtésnek számít az érintett személy vagy szervezet tudtával történő adatgyűjtés.
A legrégebbi nyilvános adatgyűjtés a népszámlálás (populáció cenzus), amelyre egy terület uralkodójának, gazdájának vagy fennhatóságának (államának) van szüksége időszakonként. Magyarországon jelenleg a Központi Statisztikai Hivatal végzi ezt a tevékenységet.

## Számítógépes és hálózati adatgyűjtés
A számítógépes hálózatokon a klasszikus – és ezért nehezen alkalmazható – értelmezés szerint „folyamatos” adatgyűjtés történik, hiszen a számítógépek nagy része tevékenységét naplózza. Ezen adatgyűjtések általában nem értelmezhetőek a klasszikus formában, mivel ezek se nem titkosak (mivel ez a tény közismert), se nem explicit módon kifejezettek (senki nem közli minden egyes emberrel, hogy róla folyamatosan adatgyűjtés folyik).
Az adatgyűjtés jelentősen eltérő fajtája a nem nyilvános adatok (például személyes adatok vagy céghez kötődő adatok) illegális megszerzése, leggyakrabban tiltott eszközökkel (vírusprogramokkal, trójai programokkal) vagy számítógépes betöréssel.

## Lásd még
- Adat, Személyes adat
- Közvéleménykutatás